# Leslie Stephen
Sir Leslie Stephen (ur. 28 listopada 1832 w Londynie, zm. 22 lutego 1904 tamże) – angielski pisarz, badacz, krytyk literacki, historyk i filozof oraz alpinista. Ojciec m.in. Virginii Woolf i Vanessy Bell.

## Życie
Urodzony w Kensington Gore w Londynie. Po ukończeniu Eton College uczęszczał do Trinity Hall na Uniwersytecie Cambridge, gdzie uzyskał tytuły bakałarza (B.A.) w 1854 i magistra (M.A.) w 1857. Przez wiele lat pozostał współpracownikiem i tutorem w swoim college’u. W 1865 wyrzekł się wiary chrześcijańskiej, zrezygnował z bycia duchownym anglikańskim i poświęcił się dziennikarstwu oraz pracy naukowej, wieńcząc swoje wysiłki redakcją „Dictionary of National Biography”.
Pierwszą żoną Stephena była Harriet Marion, z którą miał córkę, Laurę Makepeace Stephen. Po śmierci pierwszej żony związał się z Julią Prinsep Jackson, wdową po Herbercie Duckworth, i miał z nią czwórkę dzieci: Vanessę, Thoby’ego, Virginię i Adriana.
Zmarł w swoim domu przy Hyde Park Gate w Londynie.

## Alpinizm
W okresie 1858–1877 intensywnie wspinał się w Alpach (dokonał wielu pierwszych wejść w okresie tzw. Złotego Wieku, ery zdobywczej lat 1850–1865, w czasie której dokonano wielu pierwszych wejść na najważniejsze trudne szczyty Alp).
W 1866 roku, wraz z Jamesem Bryce’em, był także w Karpatach Wschodnich.
Latem 1878 odwiedzili Tatry, weszli m.in. na Gerlach (jedno z najwcześniejszych wejść od zachodu) i Łomnicę.
Był m.in. prezesem (czwartym z kolei) najstarszego w świecie, prestiżowego Alpine Club w Londynie (1865–1868) i redaktorem wydawanego przez ten klub rocznika Alpine Journal (1869–1872).
Jego alpejskie wspomnienia w książce The Playground of Europe (1871) należą do pierwszych pozycji klasycznej literatury alpinistycznej i (obok książek Edwarda Whympera) wprowadzały kolejne pokolenia ówczesnych wspinaczy w Alpy i idee alpinizmu.

## Twórczość
- The Playground of Europe (1871)
- Essays on Free Thinking and Plain Speaking (1873)
- The History of English Thought in the Eighteenth Century (1876)
- Hours in a Library (1874–1879)
- The Science of Ethics (1882)
- An Agnostic’s Apology (1893)
- The Utilitarians (1900)
- Biografie
  - George Eliot
  - Alexandra Pope’a
  - Jonathana Swifta
  - Thomasa Hobbesa